# اچ‌ام‌اس ابردین (ال۹۷)
اچ‌ام‌اس ابردین (ال۹۷) (به انگلیسی: HMS Aberdeen (L97)) یک کشتی بود که طول آن ۲۵۰ فوت (۷۶٫۲ متر) بود. این کشتی در سال ۱۹۳۶ ساخته شد.